# 3622-es mellékút (Magyarország)
A 3622-es számú mellékút egy majdnem pontosan 10 kilométeres hosszúságú, négy számjegyű mellékút Borsod-Abaúj-Zemplén vármegye délkeleti részén; Szerencstől húzódik Prügy központjáig.

## Nyomvonala
A 37-es főútból ágazik ki, annak a 27+800-as kilométerszelvénye közelében lévő körforgalmú csomópontjából, Szerencs belvárosának déli szélén, dél felé. A kezdeti szakasza a Nagyvárad út nevet viseli, majd a Pozsonyi út nevet veszi fel, így keresztezi, mintegy 1,1 kilométer megtétele után a Budapest–Sátoraljaújhely-vasútvonal vágányait, nyílt vonali szakaszon. Nem sokkal ezután elhagyja a város utolsó házait is és külterületek közt folytatódik.
Körülbelül 5,8 kilométer után áthalad a Taktaközi-öntöző-főcsatorna felett, majd átlép Prügy területére. A falu első házait 8,6 kilométer után éri el, ahol Csokonai Vitéz Mihály utca lesz a neve, az utolsó, nagyjából fél kilométeres szakaszán pedig keletnek fordulva húzódik, Szabadság utca néven. A község központjában ér véget, beletorkollva a 3621-es útba, annak a 21+900-as kilométerszelvénye közelében.
Teljes hossza, az országos közutak térképes nyilvántartását szolgáló kira.kozut.hu adatbázisa szerint 9,990 kilométer.

## Települések az út mentén
- Szerencs
- Prügy